# Sparkasse Hanauerland
Die Sparkasse Hanauerland ist das einzige selbstständige Kreditinstitut in Kehl und verfügt als Marktführer (knapp 50 % Marktanteil) über eine flächendeckende Präsenz mit ihren Filialen und SB-Centern im Hanauerland. Das Geschäftsgebiet erstreckt sich von Lichtenau bis Goldscheuer (Nord-Süd) und von Kehl bis Willstätt (West-Ost) und umfasst über 60.000 Einwohner. Die Träger sind die Kommunen Kehl, Willstätt, Rheinau und Lichtenau.

## Geschichte
Die Sparkasse Hanauerland entstand 1974 durch den Zusammenschluss der damaligen Bezirkssparkassen Kehl und Rheinbischofsheim.

## Filialen
| Ort         | Filialart       | Lage                        |
| ----------- | --------------- | --------------------------- |
| Bodersweier | Filiale         | 48° 36′ 1″ N, 7° 52′ 28″ O  |
| Freistett   | Beratungscenter | 48° 39′ 56″ N, 7° 56′ 15″ O |
| Lichtenau   | Beratungscenter | 48° 43′ 33″ N, 8° 0′ 28″ O  |
| Kehl        | Beratungscenter | 48° 34′ 21″ N, 7° 48′ 53″ O |
| Goldscheuer | Filiale         | 48° 30′ 34″ N, 7° 49′ 16″ O |
| Willstätt   | Beratungscenter | 48° 32′ 27″ N, 7° 53′ 35″ O |